# Чемпіонат СРСР з хокею із шайбою 1953—1954
8-й чемпіонат СРСР з хокею із шайбою проходив з 29 листопада 1953 по 21 січня 1954. У змаганні брали участь дев'ять команд, які розіграли нагороди у двохколовому турнірі. Переможцем стало московське «Динамо». Найкращий снайпер — Беляй Бекяшев (34 закинуті шайби).

## Підсумкова таблиця
| М  | Команда                  | І  | Пер | Н | Пор | ЗШ  | ПШ  | О  |
| -- | ------------------------ | -- | --- | - | --- | --- | --- | -- |
| 1. | «Динамо» Москва          | 16 | 15  | 0 | 1   | 118 | 36  | 30 |
| 2. | ЦБРА Москва              | 16 | 13  | 1 | 2   | 140 | 26  | 27 |
| 3. | «Крила Рад» Москва       | 16 | 10  | 3 | 3   | 93  | 41  | 23 |
| 4. | ОБО Ленінград            | 16 | 9   | 3 | 4   | 86  | 61  | 21 |
| 5. | «Клуб ім. К. Маркса» Ел. | 16 | 6   | 3 | 7   | 63  | 97  | 15 |
| 6. | «Даугава» Рига           | 16 | 5   | 1 | 10  | 50  | 90  | 11 |
| 7. | «Авангард» Челябінськ    | 16 | 3   | 2 | 11  | 36  | 78  | 8  |
| 8. | «Динамо» Ленінград       | 16 | 3   | 1 | 12  | 52  | 96  | 7  |
| 9. | «Динамо» Свердловськ     | 16 | 1   | 0 | 15  | 31  | 114 | 2  |

Скорочення: М = підсумкове місце, І = ігри, Пер = перемоги, Н = нічиї, Пор = поразки, ЗШ = закинуті шайби, ПШ = пропущені шайби, О = набрані очки

## Склади команд-призерів
1. «Динамо» М: воротарі — Карл Ліїв, Олександр Осмоловський, Микола Уланов; захисники — Микола Алексушин, Віталій Костарєв, Анатолій Молотков, Віктор Тихонов, Олег Толмачов; нападники — Анатолій Єгоров, Володимир Ішин, Віктор Климович, Валентин Кузін, Юрій Крилов, Борис Петелін[en], Олександр Солдатенков, Олександр Уваров (капітан). Тренер — Аркадій Чернишов.[1]
2. ЦБРА: воротарі — Григорій Мкртичан, Микола Пучков; захисники — Олександр Виноградов, Павло Жибуртович, Генріх Сидоренков, Микола Сологубов, Іван Трегубов, Дмитро Уколов; нападники — Євген Бабич, Юрій Баулін, Всеволод Бобров (капітан), Володимир Брунов, Олександр Комаров, Юрій Копилов, Володимир Новожилов[ru], Юрій Пантюхов, Віктор Шувалов, Олександр Черепанов. Тренер — Анатолій Тарасов.[1]
3. «Крилах Рад»: воротарі — Борис Запрягаєв, Василь Чепижев; захисники — Анатолій Кострюков, Альфред Кучевський, Микола Нілов, Олександр Прилепський, Револьд Леонов, Борис Сєдов; нападники — Василь Аксьонов, Михайло Бичков, Олексій Гуришев, Петро Котов, Юрій Масленников, Сергій Мітін[ru] (капітан), Микола Паршин, Микола Хлистов. Тренер — Володимир Єгоров.[1]

## Найкращі снайпери
1. Беляй Бекяшев (ОБО Лд) — 34
2. Олексій Гуришев («Крила Рад») — 30
3. Олександр Уваров («Динамо» М) — 24
4. Віктор Шувалов (ЦБРА) — 20
5. Михайло Бичков («Крила Рад») — 19
6. Віктор Климович («Динамо» М) — 19
7. Франц Лапін («Динамо» Лд) — 18
8. Олександр Черепанов (ЦБРА) — 17
9. Володимир Брунов[ru] (ЦБРА) — 16
10. Олександр Комаров (ЦБРА) — 16
11. Всеволод Бобров (ЦБРА) — 15
12. Валентин Кузін («Динамо» М) — 15
13. Євген Бабич (ЦБРА) — 14
14. Віктор Єлесін (ОБО Лд) — 14
15. Володимир Гребенников[ru] (ККМ Електросталь) — 14
16. Елмарс Бауріс[lv] («Даугава») — 14
17. Юрій Крилов («Динамо» М) — 14
18. Євген Суботін («Динамо» Лд) — 13
19. Віктор Пряжников[ru] (ККМ Електросталь) — 13
20. Микола Хлистов («Крила Рад») — 13